# توماس فوغل (لاعب كرة قدم)
توماس فوغل (بالألمانية: Thomas Vogel)‏ (1 مارس 1967 في ألمانيا - ) هو لاعب كرة قدم ألماني في مركز الدفاع. لعب مع بوروسيا مونشنغلادباخ ونادي فرايبورغ ونادي هامبورغ وWedeler TSV ‏ وLüneburger SK ‏ وSV Henstedt-Ulzburg ‏ وTSV Havelse ‏ ونادي مانهايم ‏.

## وصلات خارجية
- توماس فوغل (لاعب كرة قدم) على موقع قاعدة بيانات كرة القدم.إي يو (الإنجليزية)
- توماس فوغل (لاعب كرة قدم) على موقع بيانات كرة القدم. دي إي (الألمانية)
- توماس فوغل (لاعب كرة قدم) على موقع عالم كرة القدم.نت (الإنجليزية)